# Fatso Jetson/Oak's Mary Split
Fatso Jetson/Oak's Mary Split is de vierde ep van de band Fatso Jetson samen met de band Oak's Mary.

## Tracklist
Tracklist
Fatso Jetson
| nr. | titel                    | duur |
| --- | ------------------------ | ---- |
| A   | Jolting Tales Of Tension | 3:14 |

Tracklist
Oak's Mary
| nr. | titel | duur |
| --- | ----- | ---- |
| B   | Wait  | 3:20 |

## Uitvoerende musici
Oak's Mary
- Marco Sarracino - Elektrische piano, zang en basgitaar
- Pietro Seghini - Piano, keyboard, en gitaar
- Riccardo Cavicchia - Achtergrondzang
- Gioele Serena - Drums

Fatso Jetson
- Mario Lalli - Zang en gitaar
- Vince Meghrouni - Gitaar
- Larry Lalli - Basgitaar
- Tony Tornay - Drums